# دهستان گشت (سراوان)
دهستان گُشت، یکی از دهستان‌های بخش مرکزی شهرستان سراوان در استان سیستان و بلوچستان ایران است. مرکز این دهستان، شهر گشت است.

## گردشگری
- سنگ‌نگاره‌های گشت
- آبشار روستای بندران
- آبشار رَزَک، در ۳۰ کیلومتری شهر گشت
- آبشار چتری ترینزوک، در نزدیکی روستای گیدبست
- تپه نمکی میر عمر

### آبشار کوه سفید
این آبشار یکی از فعالترین آبشارهای منطقه محسوب می‌شود که به راحتی در تمامی چهارفصل سال قابل مشاهده است. ارتفاع این آبشار هفتاد متر است. آبشار کوه سفید در شمال غربی شهرستان سراوان و در ۶۵ کیلومتری شهر گشت واقع شده‌است.

## منطقه شکارممنوع کوه سفید
منطقه شکارممنوع در کوه سپید در شمال دهستان گشت واقع است
- گونه‌های جانوری

کل، بز، قوچ و میش، گرگ و کفتار و خزندگانی از قبیل کفچه مار، تیرمار، شترمار و جعفری

## جمعیت
بر پایه سرشماری عمومی نفوس و مسکن در سال ۱۳۹۵، جمعیت دهستان گشت برابر با ۱۲٬۵۷۱ نفر بوده‌است.